# Тарче
Тарче (пол. Tarcze) — село в Польщі, у гміні Збучин Седлецького повіту Мазовецького воєводства.
Населення — 114 осіб (2011).
У 1975-1998 роках село належало до Седлецького воєводства.

## Демографія
Демографічна структура станом на 31 березня 2011 року:
|          | Загалом | Допрацездатний вік | Працездатний вік | Постпрацездатний вік |
| -------- | ------- | ------------------ | ---------------- | -------------------- |
| Чоловіки | 58      | 18                 | 37               | 3                    |
| Жінки    | 56      | 14                 | 32               | 10                   |
| Разом    | 114     | 32                 | 69               | 13                   |